# Tranbjerg
 Ikke at forveksle med Tranebjerg.
Tranbjerg er en bydel i det sydlige Aarhus med 9.757 (2019) indbyggere beliggende 10 kilometer SSV for Aarhus C. Indtil 1. januar 2008 opgjorde Danmarks Statistik området som en selvstændig bebyggelse, men efter sammensmeltningen med Aarhus regnes Tranbjerg i dag som en bydel. Tranbjerg er beliggende i Aarhus Kommune og Region Midtjylland.
Forstaden består af lav bebyggelse, primært rækkehuse og parcelhuse. Af mindre bydele i Tranbjerg kan nævnes Østerby (mod sydøst), Havebyen (mod nordøst) og Stationsbyen (mod nordvest). Tranbjerg gennemskæres i nord-syd retning af Sekundærrute 433 fra Aarhus til Solbjerg og Horsens. Fra øst til vest ligger en geografisk grøn stribe som består af de grønne områder omkring skolerne samt Laurbærparken.
Der var før i tiden to skoler i Tranbjerg, som blev lagt sammen til én; Tranbjergskolen hedder den.
- Tidligere Grønløkkeskolen – med sportshal og hjemsted for Idrætsforeningen AIA-Tranbjerg og de fleste idrætsfaciliteter i Tranbjerg
- Tidligere Tranbjerg Skole – med en svømmehal for AIA svømning samt enkelte andre idrætsfaciliteter.

På den centrale plads, Kirketorvet, ligger Tranbjerg Kirke og Center Syd, der indeholder to supermarkeder, en række specialbutikker samt en filial af Aarhus Kommunes Biblioteker.
Tranbjerg Station ligger på Odderbanen, som forbinder Odder og Aarhus. Desuden er der forbindelse til både Vejle og Aarhus centrum med bus 202, samt Abuslinje 4A til Aarhus centrum.

## Historie
Der er gjort en del fund i området. Blandt andet bebyggelser og genstande fra yngre Bronzealder, Jernalder og den allerældste Stenalder (den sen-glaciale Brommekultur). Senest i 2010.
Tranbjerg var tidligere et landsogn bestående af 5 landsbyer: Østerby, Bjødstrup, Gundestrup, Slet, Børup og Jegstrup.

## Nyt rekreativt naturområde
I forbindelse med etableringen af Det Nye Universitetshospital (DNU) i Skejby nord for Aarhus så man sig nødsaget til at fælde 3,7 hektar fredskov, hvilket ellers er ulovligt. Naturstyrelsen gav dispensation, og i november 2011 besluttede Aarhus Kommune i samarbejde med Region Midtjylland i forlængelse heraf at kompensere for fældningen ved at rejse et større skovareal andet steds i kommunen. Her faldt valget på det sydlige Tranbjerg og området omkring Tranbjerg Sø. Motivet har blandt andet været drikkevandsbeskyttelse. Arealet bliver på 11 hektar og sammen med den øvrige rekreative natur der allerede findes her, skulle det blive til et område på i alt 22 hektar, når den nye skov står færdig med årene.
Den nye skov omkring Tranbjerg Sø vil ikke være direkte forbundet med den større Tranbjerg Skov nordøst for Tranbjerg.
Skovrejsning har fået en øget opmærksomhed fra de offentlige instanser de senere år, bl.a. for at sikre rent drikkevand til byområdernes mange nytilflyttere. Det har givet anledning til forskellige problemer i forhold til bl.a. landbrug og arkæologi.